# شهرستان اسلاوگورودسکی
شهرستان اسلاوگورودسکی (به لاتین: Slavgorodsky District) یک منطقهٔ مسکونی در روسیه است که در سرزمین آلتای واقع شده‌است.